# Millard Fillmore
Millard Fillmore (pronunciat /ˈmɪlɚd ˈfɪlmɔər/; 7 de gener del 1800 – 8 de març del 1874)va ser el tretzè president dels Estats Units. Va governar des del 1850 fins al 1853, i l'últim membre del Partit Whig en ostentar aquest càrrec. En succeir Zachary Taylor, que havia mort del que es creu que fou una gastroenteritis aguda o una hipertèrmia, va ser el segon vicepresident en assumir el càrrec després de la mort d'un president vigent. Fillmore no va ser mai elegit president; després d'acabar el mandat de Taylor, no va aconseguir la nominació per la presidència dels Whigs a l'elecció del 1852 i, quatre anys més tard, a les eleccions del 1856, va tornar a perdre la nominació com a candidat dels Whigs i el Partit Know Nothing.
Malgrat que no era esclavista, va vetar les lleis abolicionistes per mirar de portar la pau entre els diferents estats. La seva política exterior va estar marcada per la diplomàcia comercial amb el Japó, entrada dels mercats asiàtics i clau en l'expansió pacífica dels americans.
El 1853, durant el regnat de l'Emperador Kōmei, el comandant de la Marina dels Estats Units, Matthew C. Perry, va ser enviat amb una flota de vaixells de guerra per forçar l'obertura de ports japonesos al comerç americà, mitjançant l'ús de la força si fos necessari. El Tractat de Kanagawa entre el Japó i els Estats Units es va firmar el 31 de març de 1854 sota amenaça de força i acabava amb l'aïllament del Japó i permetia als EUA l'exclusivitat d'abastament armamentístic, i obrir els ports de Shimoda i Hakodate als vaixells nord-americans.